# Principado de la Alta Hungría
El Principado de la Alta Hungría (húngaro: Felső-Magyarországi Fejedelemség; eslovaco: Hornouhorské kniežatstvo; turco: Orta Macar) fue un efímero estado vasallo del Imperio Otomano gobernado por Emérico Thököly.

## Antecedentes
Tras la firma del tratado de paz de Vasvár en 1664, la lealtad de los húngaros hacia la dinastía de los Habsburgo disminuyó. La nobleza húngara estaba insatisfecha con la negativa del emperador Leopoldo I a aprovechar la victoria en la batalla de San Gotardo para liberar más territorio húngaro de los otomanos, y la posterior administración imperial de Hungría se percibía como un acto contrario a los intereses de los estados húngaros. En 1671, se frustró con éxito una rebelión. Sin embargo, un año después, Mihály Teleki lideró una rebelión aún más exitosa. En 1673, el emperador nombró a Johann Caspar von Ampringen, Gran Maestre Teutónico, gobernador de la Hungría Real, lo que desencadenó una severa represión contra los nobles desleales y protestantes, lo que acrecentó aún más el resentimiento de la nobleza húngara contra los Habsburgo. En 1680, Emérico Thököly se convirtió en la figura principal de la rebelión, que comenzó a contar con el apoyo y el apoyo del estado otomano y el Principado de Transilvania.

## Establecimiento e historia posterior
El principado fue establecido el 19 de noviembre de 1682. El gobierno acordó pagar 20.000 monedas de oro anualmente a los otomanos. En 1685 Thököly fue derrotado en Eperjes (actual Prešov) y los turcos lo encarcelaron debido a sus negociaciones previas con Leopoldo, por lo que su reino dejó de existir.